# 齐家滨
齐家滨（1967年9月—），男，汉族，山东济南人，中华人民共和国政治人物。山东大学在职研究生学历，管理学博士学位。第十三届全国人民代表大会山东地区代表。现任中共中央组织部副部长、国家公务员局局长。

## 生平
1989年7月参加工作，1992年6月加入中国共产党。历任济南市天桥区委常委、北园镇党委副书记、镇长，北园街道党工委书记、人大工作室主任，济南市政府办公厅副主任（挂职长清区委副书记），济南市政府副秘书长等职务。
2005年12月，任济南市信息产业局党组书记、局长。2008年1月，任济南市发展和改革委员会党组书记、主任。2011年11月，任青岛市崂山区委书记、区委党校校长。2015年6月，任中共青岛市委常委、崂山区委书记、区委党校校长。
2016年9月，任中共日照市委副书记、代市长，2017年2月当选市长。2018年2月24日，当选为第十三届全国人大代表。2018年4月，任中共日照市委书记、市委党校校长。
2019年12月，齐氏调赴江苏省，出任中共常州市委书记。
2021年3月31日，江苏省第十三届人民代表大会常务委员会第二十二次会议任命齐家滨为江苏省人民政府副省长。同年7月，调任中共中央组织部部务委员。2023年3月在海南省领导干部会议上明确为中共中央组织部干部二局局长。2024年3月，升任中共中央组织部副部长。2025年2月，任国家公务员局局长。